# Gonzalo Ramiro del Castillo Crespo
Gonzalo Ramiro del Castillo Crespo OCD (ur. 20 września 1936 w La Paz, zm. 14 stycznia 2019 w Cochabamba) – boliwijski duchowny katolicki, ordynariusz polowy Boliwii w latach 2000–2012.

## Życiorys
Święcenia kapłańskie przyjął 21 września 1964 w zakonie karmelitów bosych. Wysłany do Brazylii, pełnił funkcję prorektora i profesora w karmelitańskim seminarium, a następnie został mistrzem nowicjatu i przełożonym wspólnoty w Porto Alegre. W 1969 r. powrócił do Boliwii, gdzie był zaangażowany w duszpasterstwo powołań. W 1976 został wysłany do Rzymu na studia z teologii duchowości na Teresianum, które ukończył w 1978 z tytułem licencjata. Po powrocie do Boliwii został mianowany wikariuszem biskupim ds. zakonników archidiecezji Cochabamba. Pełnił także funkcję profesora duchowości w Głównym Seminarium Narodowym w Cochabambie.
3 listopada 1983 został mianowany przez papieża Jana Pawła II biskupem pomocniczym La Paz, ze stolicą tytularną Themisonium. Sakry biskupiej udzielił mu 7 stycznia 1984 ówczesny ordynariusz tejże archidiecezji, abp Jorge Manrique Hurtado.
14 kwietnia 2000 został prekonizowany biskupem polowym Boliwii.
4 kwietnia 2012 papież Benedykt XVI przyjął jego rezygnację z pełnionego urzędu złożoną ze względu na wiek. Zmarł 14 stycznia 2019.